# جوزيف بيرسون (سياسي)
جوزيف بيرسون (بالإنجليزية: Joseph Pearson)‏ هو محامي وسياسي أمريكي، ولد في 1776 في مقاطعة روان في الولايات المتحدة، وتوفي في 27 أكتوبر 1834. انتخب عضو مجلس نواب كارولينا الشمالية وانتخب عضو مجلس النواب الأمريكي.